# Dietmar Schwager
Dietmar Schwager (ur. 15 sierpnia 1940, zm. 20 listopada 2018 w Dansenbergu) – niemiecki piłkarz, a także trener.

## Kariera piłkarska
Schwager karierę rozpoczął w ASV Kaiserslautern. W 1962 roku został zawodnikiem klubu VfR Kaiserslautern, grającego w Oberlidze. W sezonie 1962/1963 spadł z nim do Regionalligi. W 1964 roku przeszedł do 1. FC Kaiserslautern z Bundesligi. Zadebiutował w niej 22 sierpnia 1964 w wygranym 2:1 meczu z Werderem Brema. Natomiast 11 sierpnia 1973 w zremisowanym 2:2 pojedynku z tym samym zespołem, Schwager strzelił swojego pierwszego gola w Bundeslidze. Graczem Kaiserslautern był przez 12 sezonów, do końca kariery w 1976 roku. W tym czasie najlepszym osiągnięciem był finał Pucharu RFN w latach 1972 oraz 1976.
W Bundeslidze Schwager rozegrał 320 spotkań i zdobył 2 bramki.

## Kariera trenerska
Schwager karierę rozpoczął jako zespołu 1. FC Kaiserslautern Amateure, czyli klubowych rezerw. Następnie dwukrotnie prowadził Borussię Neunkirchen, grającą w Amateurlidze. W sezonie 1977/1978 awansował z nią do 2. Bundesligi. W lutym 1979 przestał być szkoleniowcem Borussii, a w marcu 1979 został asystentem Gyuli Lóránt w FC Schalke 04. Z kolei w grudniu 1979 zastąpił Lóránta na stanowisku trenera Schalke. W Bundeslidze pierwszy mecz poprowadził 8 grudnia 1979 przeciwko VfL Bochum (0:0). Do kwietnia 1980 Schalke prowadził w 14 spotkaniach Bundesligi, a potem odszedł z klubu.
Potem Schwager trenował jeszcze FSV Frankfurt z 2. Bundesligi, a także ponownie 1. FC Kaiserslautern Amateure.